# Parcul Național Barrington-Tops
Parcul Național Barrington-Tops are suprafața de 743 km², fiind situat în statul New South Wales, Australia la 200 km depărtare de  Sydney.
Barrington Tops este un podiș amplasat între două vârfuri a lanțului muntos Mount Royal Range, care se întinde din centrul statului New South Wales până în sudul statului Victoria. Regiunea dintre Mount Barrington, Mount Royal și Gloucester Tops a fost declarat parc la data de 3 decembrie 1969, iar din 1982 este considerat  „World Heritage Area“. Parcul cuprinde ecosisteme din regiunea mai joasă caracteristic zonei ecuatoriale subtropicale, iar regiunile mai înalte au o vegetație de tip alpin. Datorită accesului dificil în regiune, a rămas flora și fauna în mare parte neatinsă, aici putându-se întâlni animale care în alte regiuni sunt dispărute. 